# Bocacangrejo

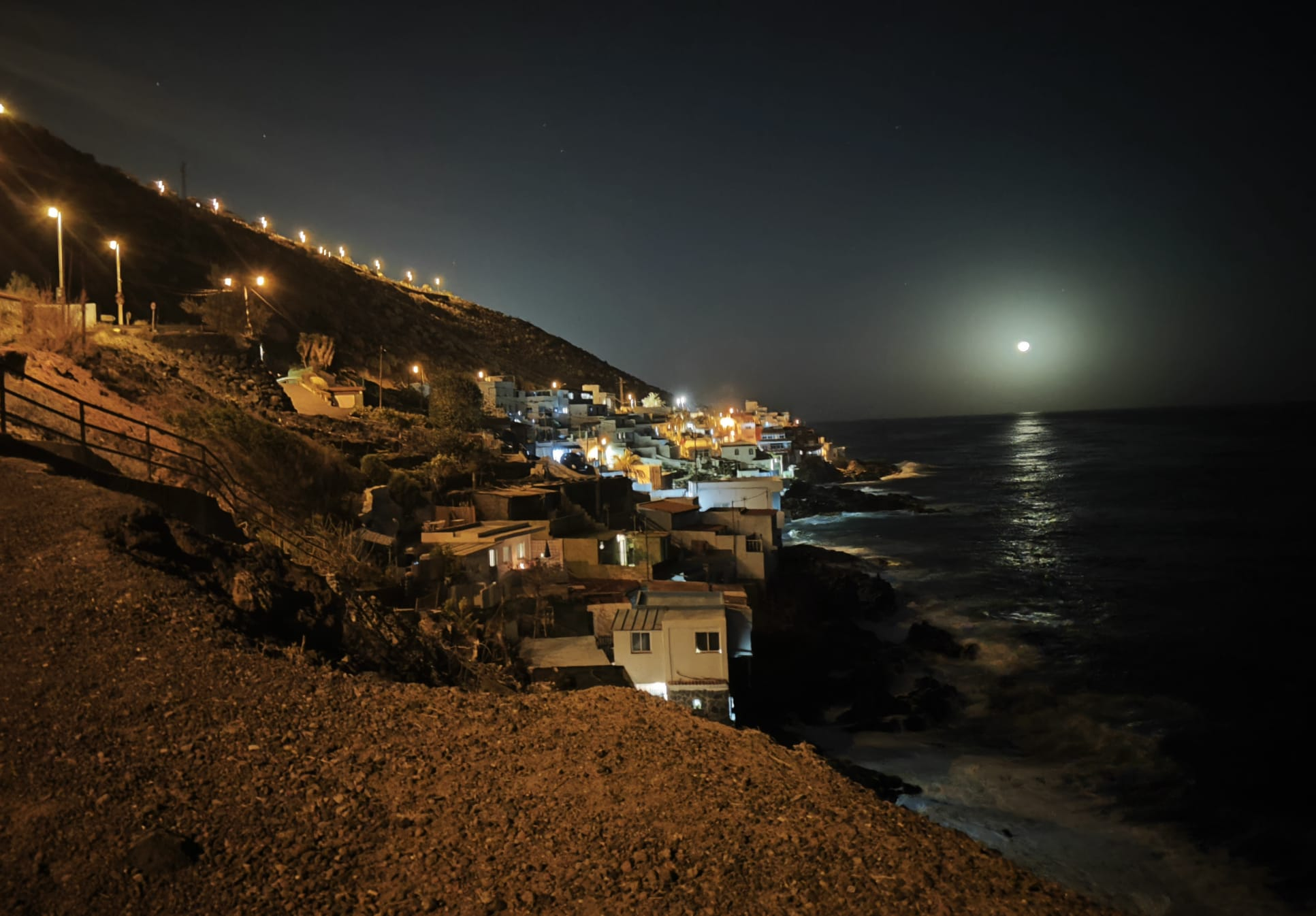
Noche en Bocacangrejo

Bocacangrejo es una entidad de población del municipio de El Rosario, en la isla de Tenerife, Canarias, España.
Es uno de los núcleos de población más visitados del municipio, lo que ha implicado problemas de accesibilidad a vecinos y visitantes por la falta de inversión y control.

## Características
Se encuentra situado a aproximadamente doce kilómetros al sureste del centro municipal, a una altitud media de 10 m s. n. m.
Bocacangrejo o Boca Cangrejo, está incluido entre los núcleos poblacionales de Radazul.

### Bocacangrejo
Formado a su vez por los núcleos diferenciados de Boca Cangrejo y Costa Caricia, se ubica en una estrecha franja costera entre los barrancos de Jagua y del Humilladero. Se trata de un núcleo tradicional. Cuenta con una ermita dedicada a la Virgen del Carmen, una plaza pública y un polideportivo. Dentro del propio núcleo de Bocacangrejo, existe una división en dos partes, siendo la primera denominada como Bocacangrejo y la segunda como Verrugato.

### Origen
Bocacangrejo (desambiguación de Boca Cangrejo), muy probablemente así denominado por la forma geográfica que esta localidad dibuja, encontrándose entre formaciones rocosas que durante siglos la han protegido de temporales y otros fenómenos atmosféricos como el Delta y situado en lo que según Fray Alonso de Espinosa denominó como "Guadamojete" (Guadamoxete), dentro del territorio del Mencey de Güimar con el territorio del Mencey de Anaga, según Luis Diego Cuscoy en sus trabajos denominados "La teorización sobre el primitivo doblamiento humano de Canarias." 
Fuentes etnohistóricas, historiografía,
arqueología (1342–1969).

## Demografía
| Año        | 2000 | 2001 | 2002 | 2003 | 2004 | 2005 | 2006 | 2007 | 2008 | 2009 | 2010 | 2011 | 2012 | 2013 | 2014 | 2015 | 2016 | 2017 | 2018 | 2019 | 2020 | 2021 | 2022 | 2023 |
| ---------- | ---- | ---- | ---- | ---- | ---- | ---- | ---- | ---- | ---- | ---- | ---- | ---- | ---- | ---- | ---- | ---- | ---- | ---- | ---- | ---- | ---- | ---- | ---- | ---- |
| Habitantes | 269  | 277  | 292  | 313  | 320  | 319  | 334  | 339  | 346  | 349  | 353  | 374  | 370  | 370  | 354  | 354  | 354  | 351  | 359  | 349  | 359  | 371  | 383  | 384  |

## Fiestas
Se celebran fiestas en el núcleo de Boca Cangrejo en honor a la Virgen del Carmen en el mes de julio. El día oficial del día de la Virgen del Carmen es el 16 de julio.

## Comunicaciones
Se accede principalmente a través de la Autopista del Sur TF-1, con la vía de acceso por Radazul, viniendo de dirección sur a Santa Cruz o directamente a través de la salida dirección Santa Cruz- sur por el 'Polígono de la Campana/ El Chorrillo, Boca Cangrejo . 

### Transporte público
Cuenta con parada de guaguas en la playa de la Nea, siendo la frecuencia de dicha guagua de tres diarias entre semana y ninguna en los fines de semana. 
En autobús —guagua— queda conectado mediante las siguientes líneas de TITSA: 
| Línea | Trayecto                                   | Recorrido |
| ----- | ------------------------------------------ | --------- |
| 941   | Sta. Cruz - Playa de la Nea (Bocacangrjeo) | [ 7 ]     |

## Lugares de interés
- Playa de La Nea
- Playita de la Virgen
- Ermita de la Virgen del Carmen
- Plaza de Bocacangrejo
- Plaza de Verrugato
- Polideportivo
- Senderos (En proceso de reapertura, uno correspondiente al antiguo camino a la Esperanza y otro que comunica con Costa Nera. Este último fue cerrado por el emplazamiento de la depuradora de aguas industriales del polígono y está en proceso de reapertura)

## Galería

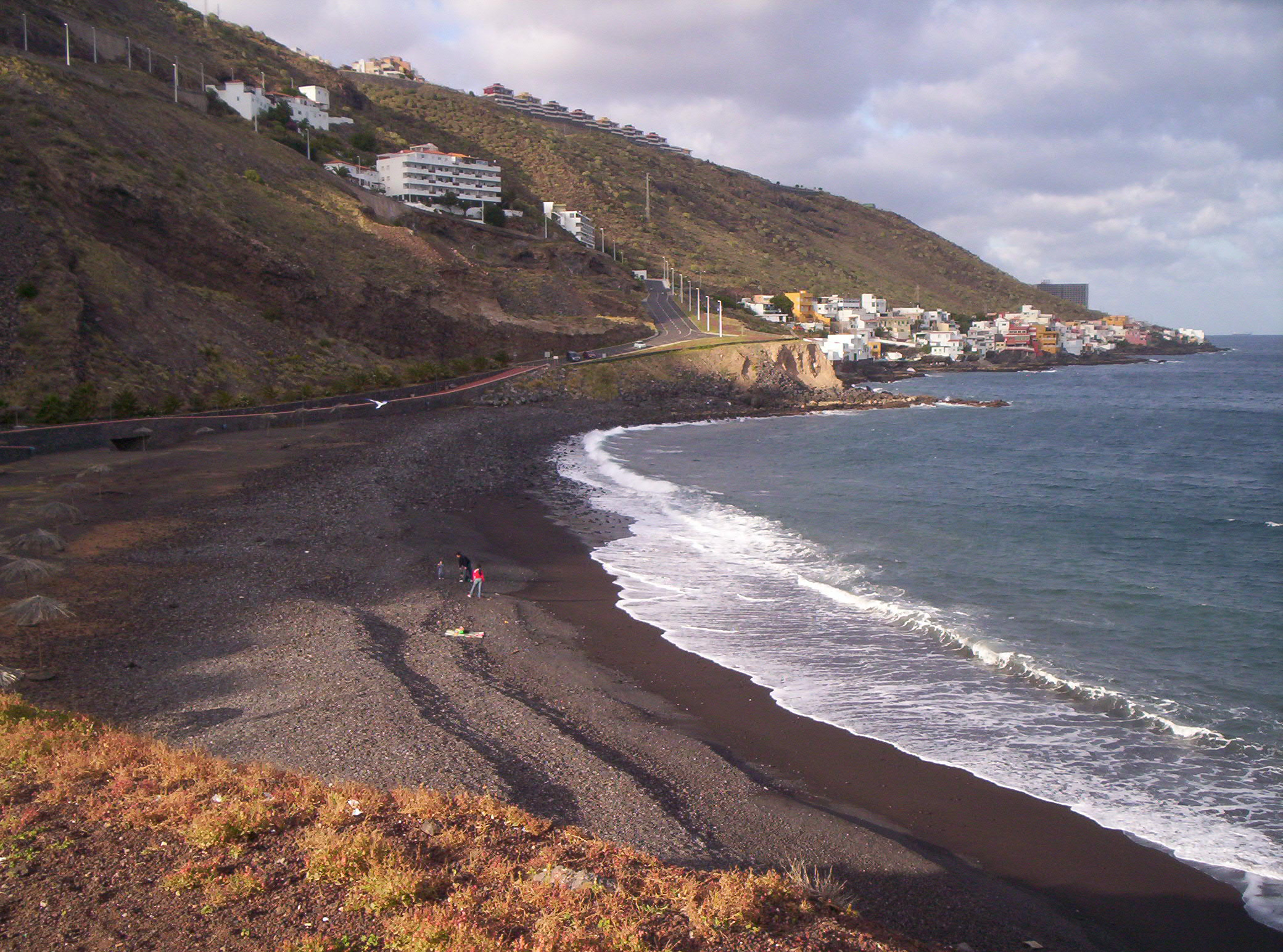
Playa de La Nea. Al fondo, el núcleo de Boca Cangrejo.